# 1906 год в науке
В 1906 году были различные научные и технологические события, некоторые из которых представлены ниже.

## События
- 9 февраля — полное лунное затмение в экваториальной зоне Земли (фаза 1,63)[1].
- 23 февраля — частное солнечное затмение (максимальная фаза 0,5386)[2].
- 21 июля — частное солнечное затмение (максимальная фаза 0,3355)[3].
- 4 августа — полное лунное затмение в экваториальной зоне Земли (фаза 1,78)[1].
- 20 августа — частное солнечное затмение (максимальная фаза 0,3147)[4].

## Открытия
- Третье начало термодинамики (теорема Нернста), установлено В. Нернстом.

## Изобретения

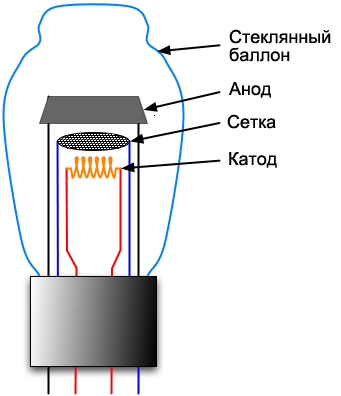
Вакуумный триод

- Вакуумный триод, использовавшийся в качестве переключателя в первых электронных компьютерах, запатентовал Ли Де Форест.
- Лампа накаливания с вольфрамовой нитью.

## Новые виды животных
- Животные, описанные в 1906 году.

## Награды
- Ломоносовская премия[5]:53-108
  - Б. П. Вейнберг за исследование физико-механических свойств льда с названием «О внутреннем трении льда»[6].
- Нобелевская премия
  - Физика — Джозеф Джон Томсон, «В знак признания заслуг в области теоретических и экспериментальных исследований проводимости электричества в газах».
  - Химия — Анри Муассан, «За получение элемента фтора и введение в лабораторную и промышленную практику электрической печи, названной его именем».
  - Медицина и физиология — Камилло Гольджи, Сантьяго Рамон-и-Кахаль, «В знак признания трудов о строении нервной системы».
- Медаль Дарвина:
  - Хуго Де Фриз

## Родились
- 8 февраля — Честер Карлсон, американский изобретатель ксерографии (ум. в 1968).
- 3 марта — Лев Израилевич Горлицкий, советский конструктор бронетехники.
- 7 марта — Надежда Николаевна Сытинская, советский астроном.
- 28 апреля:
  - Николай Александрович Астров, советский конструктор бронетанковой техники.
  - Курт Гёдель, австрийский логик, математик и философ математики.
- 27 июля — Герберт Генри Джаспер, канадский нейрофизиолог.
- 28 ноября — Димитрие Манджерон, румынский математик и механик. Член-корреспондент Румынской академии.
- 25 декабря — Эрнст Руска создатель электронного микроскопа, лауреат Нобелевской премии по физике за 1986 год (ум. 1988).